# Xanthorhoe pallida
Xanthorhoe pallida är en fjärilsart som beskrevs av Rothschild 1915. Xanthorhoe pallida ingår i släktet Xanthorhoe och familjen mätare. Inga underarter finns listade i Catalogue of Life.